# Digital Anvil
Digital Anvil, Inc. (anteriormente Digital Anvil Holdings, Inc.) foi uma desenvolvedora de jogos eletrônicos americana de propriedade da Microsoft Game Studios (MGS) e localizada em Austin, no Texas. Foi fundada em 1996 pelos irmãos Erin e Chris Roberts, além de Tony Zurovec, Marten Davies, Craig Cox, John Miles, Eric Peterson e Robert Rodriguez, cujo são conhecidos por seus trabalhos na série Wing Commander da Origin Systems.
Após o sucesso crítico do título de estreia da Digital Anvil, Starlancer, em dezembro de 2000 a Microsoft adquiriu o estúdio, colocando-os sob o braço da divisão de jogos eletrônicos da empresa, Microsoft Games (mais tarde rebatizada como Microsoft Game Studios), onde o foco era na criação de conteúdo exclusivo para o console da empresa, o Xbox, cujo seria lançado um ano depois. 
Durante a aquisição, muitos ativos e projetos da Digital Anvil foram reestruturados, o que ocasionou a saída de Chris Roberts. A partir de 2001, o estúdio foi colocado ao lado da Aces Game Studio, Access Software, Bungie e FASA Studio, que também compuseram a MGS. Em novembro de 2005, a Microsoft redistribuiu os funcionários da Digital Anvil ao redor de outras subsidiárias da MGS, como parte de uma reestruturação da divisão. O estúdio foi oficialmente dissolvido em 31 de janeiro de 2006.

## História

### Fundação e primeiros anos
Citando desilusão ao trabalhar com grandes companhias, os irmãos Chris e Erin Roberts deixaram a Origin Systems em março de 1996, estúdio no qual Chris foi o criador da franquia Wing Commander. Junto de Tony Zurovec, Marten Davies, Craig Cox, John Miles, Eric Peterson e Robert Rodriguez, que também faziam parte da equipe de Wing Commander, eles estabeleceram a Digital Anvil neste mesmo ano. O nome deriva da ideia da equipe de fornecer "trabalho árduo e alta tecnologia". O estúdio oferecia pagamento relacionado ao lucro para encorajar o impulso criativo e dar aos funcionários um senso de propriedade na empresa. 
Davies, cujo havia sido vice-presidente financeiro da Origin Systems, atuou como presidente da Digital Anvil, enquanto Cox ocupou o cargo de COO e CFO. Os irmãos Roberts se organizaram no lado de desenvolvimento e produção. Possuindo seu histórico no mercado de jogos de simulação de combate e gerenciamento espacial, o estúdio se concentrou na criação de um jogo neste gênero, formando um acordo estratégico de financiamento e publicação com a Microsoft em 1997 para o ambicioso projeto chamado Freelancer.
Sendo estabilizada como um estúdio que também produz filmes, a Digital Anvil formou um acordo com a Electronic Arts, onde o estúdio criou efeitos visuais para o filme de 1999, Wing Commander, baseado na série de mesmo nome, com Chris Roberts sendo diretor. O longa-metragem no entanto, foi recebido de forma negativa pela crítica, sendo um fracasso em bilheteria.
Em 1999, o estúdio firmou um acordo estratégico com a Advanced Micro Devices (AMD) de parceria comercial em seu jogo de estreia, cuja publicação ficou a cargo da Microsoft. O primeiro projeto do estúdio foi Starlancer, lançado em 2000, onde recebeu críticas bastante positivas. Desenvolvido entre Warthog Games e Digital Anvil, o jogo alcançou vendas acima das 400,000 unidades no final de 2001, não alcançando as expectativas do estúdio. 

### Aquisição pela Microsoft
Inicialmente previsto para o Outono de 2000 dos Estados Unidos, Freelancer foi adiado diversas vezes, ocasionando dívidas financeiras para a Digital Anvil, que estava prejudicada devido as fracas vendas de Starlancer. Em junho de 2000, a Microsoft iniciou negociações para comprar a Digital Anvil. Chris Roberts admitiu que o estúdio precisava de grandes somas de dinheiro, que apenas uma grande empresa poderia fornecer, para continuar a desenvolver o Freelancer com seus recursos "extremamente ambiciosos" e cronograma imprevisível; o projeto ultrapassou sua projeção de desenvolvimento original de três anos em 18 meses. 
Chris confiava que a Microsoft não comprometeria sua visão para Freelancer, e estava convencido de que a empresa não tentaria uma aquisição da Digital Anvil se não acreditasse que o projeto poderia vender pelo menos 500,000 cópias quando lançado. A aquisição foi concluída em 5 de dezembro de 2000, com a Digital Anvil sendo integrada na divisão Microsoft Game Studios (MGS) em janeiro de 2001, que também era composta pela Access Software, Aces Game Studio, Bungie e FASA Studio.
Uma das consequências da aquisição da Digital Anvil pela Microsoft foi uma reorganização dos títulos em desenvolvimento pelo estúdio. Loose Cannon, projeto liderado por Tony Zurovec, foi descartado pela MGS, sendo vendido e cancelado pela editora Ubisoft. Conquest: Frontier Wars, projeto quase concluído pelo estúdio cujo era liderado por Eric Peterson, também foi vendido para a Ubisoft, com a recém-formada Fine Line Studios terminando o desenvolvimento. 
Outras mudanças na Digital Anvil após ser adquirida pela Microsoft incluíram uma reorganização operacional no estúdio. Enquanto a maior parte dos funcionários continuou no escritório do estúdio em Austin, no Texas, executivos líderes e outros responsáveis foram deslocados para o campus da MGS em Redmond, Washington. Chris Roberts deixou a empresa após a aquisição, abandonando a posição de diretor do Freelancer, embora tenha permanecido no papel de consultor do jogo por um tempo. Seu irmão, Erin, foi transferido para vice-presidente de produção da Digital Anvil. 
Durante o ano de 2001, Davies deixou a presidência do estúdio, cargo que foi ocupado por Alan Hartman, que já atuava na posição de produtor executivo da MGS. Sob a gerência de Hartman, Freelancer reapareceu na imprensa em 2001, com um novo visual e estética, contendo uma visão mais simplificada do que originalmente foi proposto. Durante o evento X01 da Microsoft em outubro daquele ano, a Digital Anvil apresentou Brute Force, seu primeiro jogo exclusivo para o Xbox. Originalmente concebido para o Microsoft Windows, Brute Force teve um alto investimento pela Microsoft, sendo um jogo "feito para atrair jogadores de Halo: Combat Evolved.
Apesar do seu grande número de vendas no lançamento, quebrando os recordes do próprio Halo: Combat Evolved, o jogo teve divergências críticas em sua recepção, não alcançando as expectativas da Digital Anvil e Microsoft. O jogo foi o primeiro e último projeto do estúdio a sair do gênero de simulação de combate e gerenciamento espacial, no qual a Digital Anvil era mais conhecida. 

### Fechamento
Em novembro de 2005, a Microsoft anunciou uma reorganização operacional da MGS, um movimento que se seguiu por uma reestruturação operacional dos estúdios internos da divisão. Como parte desse movimento, os funcionários da Digital Anvil foram redistribuídos ao redor da Microsoft Game Studios. Hartman, na época gerente de estúdio da Digital Anvil, foi transferido para a Turn 10 Studios, ocupando o papel de chefe de estúdio da subsidiária responsável por Forza Motorsport.
Jörg Neumann, líder de design e escritor de Freelancer, foi transferido para a Microsoft Game Studios Publishing (MGSP), ficando no papel de produtor executivo da divisão. A Digital Anvil foi oficialmente dissolvida em 31 de janeiro de 2006. 
Como resultado do encerramento do estúdio, vários projetos em desenvolvimento pela Digital Anvil foram consequentemente cancelados. Entre eles, incluia uma sequência de Freelancer para o Xbox 360, chamado internamente de Project Lonestar. Uma sequência para Brute Force também esteve em produção. Project Enwor, um jogo de tiro em terceira em pessoa de larga escala que pretendia trazer uma experiência narrativa com ambientação sombria e de ficção-científica para o Xbox 360, também esteve entre os títulos cancelados.
Em 2011, Chris Roberts e outros veteranos da Digital Anvil formaram a Cloud Imperium Games, um estúdio independente que planeja ser uma combinação da Origin Systems e Digital Anvil. O primeiro projeto do estúdio é um jogo movido por financiamento coletivo, cujo foi concebido como um "sucessor espiritual de Wing Commander e Freelancer", sendo batizado de Star Citizen.

## Jogos produzidos
| Título                          | Publicadora(s)         | Plataforma(s)                | Ano de lançamento |
| ------------------------------- | ---------------------- | ---------------------------- | ----------------- |
| Starlancer                      | Microsoft Games        | Microsoft Windows, Dreamcast | 2000              |
| Conquest: Frontier Wars         | Ubisoft                | Microsoft Windows            | 2001              |
| Loose Cannon                    | Ubisoft                | Microsoft Windows            | Cancelado         |
| Freelancer                      | Microsoft Game Studios | Microsoft Windows            | 2003              |
| Brute Force                     | Microsoft Game Studios | Xbox                         | 2003              |
| Project Enwor                   | Microsoft Game Studios | Xbox 360                     | Cancelado         |
| Project Lonestar (Freelancer 2) | Microsoft Game Studios | Xbox 360                     | Cancelado         |
| Brute Force 2                   | Microsoft Game Studios | Xbox 360                     | Cancelado         |